# Napomyza minuta
Napomyza minuta este o specie de muște din genul Napomyza, familia Agromyzidae, descrisă de Spencer în anul 1981.
Este endemică în California. Conform Catalogue of Life specia Napomyza minuta nu are subspecii cunoscute.